# Raionul Starobeșeve
Raionul Starobeșeve este un raion din Regiunea Donețk din Ucraina. Reședința sa este orașul Starobeșeve. 
Populația raionului este de 50537 persoane, din care populație urbană: 27252 persoane (53,92%) rurală: 23285 (46,08%). Are o suprafață de 1282 km ². Districtul a fost format la 7 martie 1923. Distanța până la Donețk este de 35 km.
Râul Kalmius trece prin acest raion.